# Volkesfeld
Volkesfeld település Németországban, Rajna-vidék-Pfalz tartományban. Lakosainak száma 567 fő (2023. december 31.).

## Népesség
A település népességének változása:
| Lakosok száma | 438  | 578  | 571  | 564  | 579  | 567  |
|               | 1975 | 2017 | 2019 | 2021 | 2022 | 2023 |